# Pelle Saether
Pelle Saether, Per-Olof Uno Michael Saether, född 27 november 1961 i Stockholm, är en svensk musikproducent och musiker. 
Saether intresserade sig tidigt för musik och spelade fiol, mandolin och gitarr i unga år. I tonåren lyssnade hade flitigt på hårdrock. Som artist har Saether ingått i flera band: Macbeth, Glory, Unchained, Monaco Blues m.fl. Han frontar numera bandet Grand Design.
1993 startade Saether Studio Underground i Västerås. Han har sedan dess varit en flitigt anlitad producent, framförallt inom punk, hardcore och hårdrock.

### Fotnoter
1. ↑  Sveriges befolkning 1990, CD-ROM, Version 1.00, Riksarkivet (2011).
2. 1 2  ”Intervju med Pelle Saether”. Rockeyez.com. http://www.rockeyez.com/interviews/int-2010-01-bmr-grand-design-pelle-saether.html. Läst 1 april 2012.
3. ↑  ”Pelle Saether”. Metalcentral.net. http://www.metalcentral.net/intervjuer/827-pelle-saether-ljudtekniker-a-producent-studio-underground. Läst 1 april 2012.
4. ↑  ”Pelle Saether”. Discogs.com. http://www.discogs.com/artist/Pelle+Saether. Läst 1 april 2012.